# Całka J
Całka J przedstawia sposób opisu pola naprężeń, a dokładniej – stanu energetycznego w strefie czoła pęknięcia. Teoretyczne podstawy zostały opracowane w 1967 przez Cherepanowa i w 1968 przez Jima Rice’a niezależnie. Udowodnili, że całka J jest niezależna od drogi całkowania.

## Dwuwymiarowa całka J

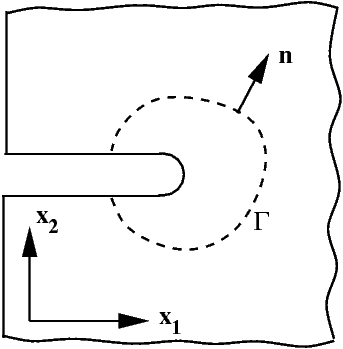
Łuk otwarty dla którego oblicza się wartość całki J

Dwuwymiarowa całka J była początkowo określana jako
{\displaystyle J:=\int _{\Gamma }\left(W~dx_{2}-\mathbf {t} \cdot {\frac {\partial \mathbf {u} }{\partial x_{1}}}~ds\right),}
gdzie {\displaystyle W(x_{1},x_{2})} jest oznacza gęstość energii odkształcenia, {\displaystyle x_{1},x_{2}} oznaczają współrzędne układu, {\displaystyle \mathbf {t} =\mathbf {n} \cdot {\boldsymbol {\sigma }}} oznacza wektor sił powierzchniowych na krzywej {\displaystyle \Gamma } odpowiadającym jednostkowemu wektorowi {\displaystyle \mathbf {n} } zewnętrznej normalnej do {\displaystyle \Gamma ,} {\displaystyle \sigma } oznacza tensor naprężeń Cauchy’ego, a {\displaystyle \mathbf {u} } wektor przemieszczenia. Gęstość energii odkształcenia jest dany przez
{\displaystyle W=\int _{0}^{\epsilon }{\boldsymbol {\sigma }}:d{\boldsymbol {\epsilon }}~;~~{\boldsymbol {\epsilon }}={\tfrac {1}{2}}\left[{\boldsymbol {\nabla }}\mathbf {u} +({\boldsymbol {\nabla }}\mathbf {u} )^{T}\right].}
Dla materiału liniowo-sprężystego, gęstość energii odkształcenia w punkcie upraszcza się do:
{\displaystyle W={\frac {1}{2}}\sigma _{ij}\epsilon _{ij}.}

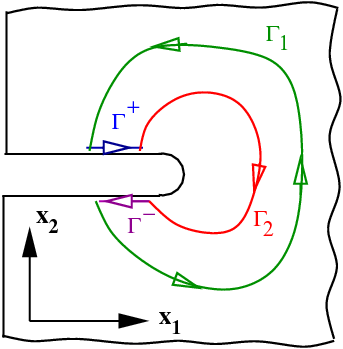
Kontur zamknięty, na którym wartość całki J się zeruje

Całka J wokół czoła pęknięcia jest często wyrażana w bardziej ogólnej formie (w konwencji Einsteina) jako
{\displaystyle J_{i}:=\lim _{\epsilon \to 0}\oint _{\Gamma _{\epsilon }}\left(Wn_{i}-n_{j}\sigma _{jk}~{\frac {\partial u_{k}}{\partial x_{i}}}\right)d\Gamma }
gdzie {\displaystyle J_{i}} oznacza składową całki J dla otwartej szczeliny w kierunku {\displaystyle x_{i}} a {\displaystyle \epsilon } jest małym obszarem wokół czoła szczeliny.
Używając twierdzenia Greena, można pokazać, że całka przyjmuje wartość 0.